# Escoubès
Escoubès é uma comuna francesa na região administrativa da Nova Aquitânia, no departamento dos Pirenéus Atlânticos. Estende-se por uma área de 6,46 km². Em 2010 a comuna tinha 427 habitantes (densidade: 66,1 hab./km²).